# Antoniewko
Antoniewko (niem. Auenwalde) – osada leśna w Polsce położona w województwie zachodniopomorskim, w powiecie choszczeńskim, w gminie Bierzwnik. W latach 1975–1998 miejscowość administracyjnie należała do województwa gorzowskiego. W roku 2007 leśniczówka liczyła 21 mieszkańców. Miejscowość wchodzi w skład sołectwa Wygon.

## Geografia
Leśniczówka leży ok. 1,8 km na północny zachód od Wygonia.